# ربکا گاسمائو
ربکا گاسمائو (به انگلیسی: Rebeca Gusmão) (زادهٔ ۲۴ اوت ۱۹۸۴) شناگر اهل برزیل است.